# Emily Stang Sando
Emily Stang Sando (født 8. marts 1989 i Holmestrand) er en norsk håndboldspiller, der spiller for HH E, Horsens Håndbold. Hun kom til klubben i 2021. Hun har tidligere optrådt for Larvik HK, Flint Tøberg, Team Esbjerg, Odense Håndbold og København Håndbold, BB Bietigheim, Buducnost og Ikast Håndbold
Hun fik debut på Norges kvindehåndboldlandshold i juni 2010. Hun var med til at vinde EM 2014 i Kroatien/Ungarn.